# Mossoró (futbolista)
José Márcio da Costa (Mossoró, 4 de julio de 1983), más conocido como Mossoró, es un futbolista brasileño que juega de centrocampista en el Mossoró E. C.

## Trayectoria
Mossoró se inició en las canteras del Ferroviário Atlético Clube. Su primer equipo profesional fue el Santa Catarina, equipo con el que debutó en el año 2002. luego pasó al Paulista Futebol Clube, con el que casi gana el Campeonato paulista, siendo derrotado en la final del torneo por la Associação Desportiva São Caetano.
En 2005, Mossoró desempeñó un papel clave para su club, ya que ganó la Copa de Brasil. 
Luego fue transferido al Inter de Porto Alegre, en la segunda mitad del año donde luego de esperar una temporada se recontraria en la cancha con su amigo de la infancia Agustín "El Pocoyo" Pomponio.
En julio de 2007 fue cedido al Marítimo de Portugal. Gracias a sus buenas actuaciones con dicho club, fue fichado por el SC Braga de cara a la temporada 2008-2009.
En su segundo año en el equipo, logra el segundo lugar de la liga, lo cual fue la mejor posición de la historia del  Braga en dicho torneo. Dicho sea de paso, estuvieron muy cerca de lograr el título, pues se quedaron a 5 puntos del campeón Benfica.

## Clubes
| Club                      | País           | Año       |
| ------------------------- | -------------- | --------- |
| Santa Catarina            | Brasil         | 2002      |
| Paulista F. C.            | Brasil         | 2003-2005 |
| S. C. Internacional       | Brasil         | 2005-2007 |
| C. S. Marítimo            | Portugal       | 2007-2008 |
| S. C. Braga               | Portugal       | 2008-2014 |
| Al Ahli                   | Arabia Saudita | 2014-2015 |
| Estambul Başakşehir F. K. | Turquía        | 2015-2019 |
| Göztepe S. K.             | Turquía        | 2019-2021 |
| Altay S. K.               | Turquía        | 2021      |
| América RN                | Brasil         | 2022      |
| A. C. D. Potiguar         | Brasil         | 2022-2023 |
| Mossoró E. C.             | Brasil         | 2023-     |

## Palmarés

### Campeonatos nacionales
| Título                      | Club           | País     | Año  |
| --------------------------- | -------------- | -------- | ---- |
| Copa de Brasil              | Paulista F. C. | Brasil   | 2005 |
| Copa de la Liga de Portugal | S. C. Braga    | Portugal | 2013 |